# Rudolf Julius Emmanuel Clausius
Rudolf Julius Emmanuel Clausius, nemški matematik in fizik, * 2. januar 1822, Koslin (Köslin), Prusija (zdaj Koszalin, Poljska), † 24. avgust 1888, Bonn, Nemčija.
Clausius je postavil matematični zapis kinetične teorije plinov. Zapisal je 2. zakon termodinamike. Odkril je, da v vsakem zaprtem termodinamskem sistemu razmerje toplote in absolutne temperature samo narašča, ne more pa se zmanjšati. To razmerje je imenoval entropija. Čim večja je entropija sistema, tem manj energije lahko uporabimo za mehansko delo.

## Življenje in delo
Clausius je leta 1844 diplomiral na Univerzi v Berlinu, doktoriral pa leta 1848 na univerzi v Halleju, Nemčija. Poučeval je v Berlinu, Zürichu, Würzburgu in Bonnu.
V letu 1870 je Clausius organiziral sanitetne enote v francosko-pruski vojni. V bitki je bil ranjen, kar mu je pustilo trajne posledice. Za svoje zasluge je bil odlikovan z železnim križcem.
Žena Adelheid Rimpham je leta 1875 umrla ob porodu sedmega otroka. Po tem je nadaljeval s poučevanjem, ob skrbi za šest otrok pa mu je ostalo manj časa za dejavno znanstveno raziskovanje.

## Priznanja

### Nagrade
Leta 1879 je za svoje znanstvene dosežke prejel Copleyjevo medaljo Kraljeve družbe iz Londona.

### Poimenovanja
Po njem se imenuje krater Clausius na Luni in asteroid glavnega pasu 29246 Clausius.